# Shea Charles
Shea Charles (Mánchester, 5 de noviembre de 2003) es un futbolista británico que juega en la demarcación de centrocampista para el Southampton F. C. de la EFL Championship.

## Selección nacional
Tras jugar con la selección de fútbol sub-16 de Irlanda del Norte, la sub-19 y la sub-21, finalmente hizo su debut con la selección absoluta el 2 de junio de 2022 en un encuentro de la Liga de Naciones de la UEFA 2022-23 contra Chipre, partido que finalizó con un resultado de empate a dos tras los goles de Paddy McNair y Jonny Evans para Irlanda del Norte, y un doblete de Andronikos Kakoullis para el combinado chipriota.

## Clubes
| Club                               | País       | Año       | Partidos | Goles |
| ---------------------------------- | ---------- | --------- | -------- | ----- |
| Manchester City F. C.              | Inglaterra | 2022-2023 |          |       |
| Southampton F. C.                  | Inglaterra | 2023-2024 | 38       | 0     |
| Sheffield Wednesday F. C. (cedido) | Inglaterra | 2024-2025 | 44       | 1     |
| Southampton F. C.                  | Inglaterra | 2025-     |          |       |